# Catananche lutea
Catananche lutea ist eine Pflanzenart aus der Gattung Catananche in der Familie der Korbblütler (Asteraceae). Ihr deutscher Trivialname ist Gelbe Rasselblume.

## Merkmale
Catananche lutea ist ein einjähriger Schaft-Therophyt, der Wuchshöhen von 8 bis 40 Zentimeter erreicht. Die Köpfchen sind lang gestielt oder sitzen am Grund des Stängels. Die Hüllblätter sind trockenhäutig und gelbbraun. Die äußeren sind eiförmig und plötzlich zugespitzt, die inneren sind schmaler, allmählich zugespitzt und überragen die äußeren Hüllblätter sowie die gelben Zungenblüten weit. 
Die Blütezeit reicht von April bis Juni.
Die Chromosomenzahl beträgt 2n = 18.

## Vorkommen
Catananche lutea kommt im gesamten Mittelmeergebiet vor. Sie gedeiht in Marokko, Algerien, Tunesien, Libyen, Spanien, Portugal, Italien, Sardinien, Sizilien, Malta, Griechenland, Kreta, in der Ägäis, in der europäischen und asiatischen Türkei, in Zypern, im Libanon, Syrien, Jordanien und in Israel. Auf Kreta wächst die Art in Getreideäckern, auf verfestigten Sanddünen und auf trockenem tonhaltigem Brachland in Höhenlagen von 100 bis 600 Meter.

## Belege
- Ralf Jahn, Peter Schönfelder: Exkursionsflora für Kreta. Mit Beiträgen von Alfred Mayer und Martin Scheuerer. Eugen Ulmer, Stuttgart (Hohenheim) 1995, ISBN 3-8001-3478-0.